# Alfa Lacertae
Alfa Lacertae (α Lacertae, zkráceně α Lac) je nejjasnější hvězda v souhvězdí Ještěrky s zdánlivou jasností 3,76, nacházející se ve vzdálenosti přibližně 103 světelných let od Slunce. Přibližuje se k nám radiální rychlostí -4,5 km/s. Jedná se o hvězdu hlavní posloupnosti spektrální třídy A1 V, což znamená, že produkuje energii přeměnou vodíku v jádře. Je stará přibližně 400 milionů let, má zhruba 2,2násobek hmotnosti Slunce, asi 2,1násobek jeho poloměru a poměrně vysokou rotační rychlost kolem 128 km/s. Ze své fotosféry vyzařuje zhruba 28násobek sluneční svítivosti při teplotě okolo 9 050 K.
V blízkosti hvězdy lze pozorovat vizuální složku CCDM J22313+5017B o magnitudě 11,8, jde však pouze o optickou dvojhvězdu, tedy náhodné promítnutí hvězdy do stejného směru.